# Лащенко Анатолій Петрович
Анатолій Петрович Лащенко (2 квітня 1941, Хабаровськ — 28 листопада 2007) — український мистецтвознавець, педагог, доктор мистецтвознавства (з 1991 року), професор (з 1993 року), член-кореспондент Академії мистецтв України (з 2002 року).

## Біографія
Народився 2 квітня 1941 року в місті Хабаровську. У 1964 році закінчив Київську державну консерваторію імені П. І. Чайковського за спеціальністю «Хорове диригування». В 1965–1970 викладав у Ніжинському педінституті; у 1970–1995 роках — у Київському інституті культури. З 1995 року — проректор з наукової роботи Національної музичної академії України імені П. І. Чайковського.

Могила Анатолія Лащенка

Був членом Національної спілки композиторів України, Національної всеукраїнської музичної спілки.
Помер 28 листопада 2007 року. Похований в Києві на Байковому кладовищі (ділянка № 33).

## Праці
Автор близько 100 наукових розробок та досліджень з проблем музичної культури. Основні наукові праці:
- «Хорознавство та методика музичного виховання» (1973);
- «Хоровая культура: аспекты изучения и развития» (1989);
- «Логіка хорового синтезу» (2002);
- «Академія музичної еліти України» (2004, у співавторстві).